# 八乙女
八乙女（やおとめ）とは、主に神楽や舞（いわゆる巫女神楽・巫女舞）をもって奉仕する8人の巫女のこと。八社女・八少女・八乎止女とも書く。また、略して八女（やめ）とも。
神功皇后の筑紫行幸啓の折に詠まれたと伝わる神歌に、「八女（やおとめ）は　誰（た）か　八女（やおとめ）そ　天（あめ）に坐す　天若御子（あめわかみこ）の　神の八女（やおとめ）」とある。

## 概要
人数が8人と定まったのは後世の事であり、古くは「八」の字は複数あるいは多くという意味で使われていたもので、神霊を扱う神聖な処女の意味があったと言われている。また、巫女の群遊の場合には「七」という数字が用いられる事例がある（『古事記』高佐士野の説話など）。
古代の景行天皇の大嘗祭の際に天皇と神々に食事を奉仕した巫女に由来するとされている。後には神祇官において卜定められた采女がこうした任務にあたった。この影響を受けて他の神社においても同様の役目の巫女が置かれ、更には神事にも関わるようになったとされている。
八乙女による巫女神楽や巫女舞を「八乙女神楽」・「八乙女舞」と呼ぶ。古くは春日大社や厳島神社の八乙女がよく知られていたが、今日では美保神社や金刀比羅宮、豊国神社の八乙女舞も有名になっている。また、明治時代に政府の方針で巫女舞そのものが危機に瀕した際には、春日大社の八乙女舞を元にして巫女舞そのものがより芸術性の高い舞へと変革されていったともいわれている。

## 地名
- 八乙女浦（山形県鶴岡市由良）：蜂子皇子を、舞を踊って出迎えた八人の美しい乙女に由来する。
- 八乙女洞窟（山形県鶴岡市由良）：明治時代の酒田地震により、崩れた岩で入口が塞がっている。
- 八乙女公園（秋田県大仙市長野字八乙女）：同地にあった八乙女城に由来する。
- 八乙女（宮城県仙台市泉区）
- 八乙女（千葉県いすみ市）
- 八乙女山（富山県南砺市）：平成の大合併で新市名を八乙女市にする案もあったが、市議会の多数決により南砺市に決定した。また京都の大文字送り火に似た八文字焼きという行事が毎年行われている。